# She's Got a Reason
She's Got a Reason è una canzone della band punk rock Inglese Dogs ed è presente nel loro album studio di debutto, Turn Against This Land. Pubblicata il 21 febbraio 2005, è stato il secondo singolo preso dall'album ed è stato classificato al 36º posto nell'UK Top 40.

## Tracce
1. She's Got a Reason – 3:28
2. Why Do We Do It to Ourselves – 4:31
3. Spring's Not Always Green – 2:58